# Liste der Kulturdenkmale in Bothkamp
In der Liste der Kulturdenkmale in Bothkamp sind alle Kulturdenkmale der schleswig-holsteinischen Gemeinde Bothkamp (Kreis Plön) und ihrer Ortsteile aufgelistet (Stand: 10. März 2025).

## Legende
In den Spalten befinden sich folgende Informationen:
- Objekt-ID: die Nummer des Kulturdenkmales
- Lage: die Adresse des Kulturdenkmales und die geographischen Koordinaten. Kartenansicht, um Koordinaten zu setzen. In der Kartenansicht sind Kulturdenkmale ohne Koordinaten mit einem roten Marker dargestellt und können in der Karte gesetzt werden. Kulturdenkmale ohne Bild sind mit einem blauen Marker gekennzeichnet, Kulturdenkmale mit Bild mit einem grünen Marker.
- Offizielle Bezeichnung: Bezeichnung des Kulturdenkmales
- Beschreibung: die Beschreibung des Kulturdenkmales
- Bild: ein Bild des Kulturdenkmales

## Bauliche Anlagen
| Objekt-ID     | Lage                                       | Offizielle Bezeichnung                | Beschreibung | Bild            |
| ------------- | ------------------------------------------ | ------------------------------------- | --- | --------------- |
| 564 Wikidata  | Gut Bothkamp (54° 12′ 12″ N, 10° 7′ 59″ O) | Gut Bothkamp: Ehrenhof                | Alteintragung (Aktualisierung vorgesehen) - Begründung: Alteintragung (Aktualisierung vorgesehen) - Schutzumfang: Alteintragung (Aktualisierung vorgesehen) - Denkmaltyp: Bauliche Anlage | BW              |
| 596 Wikidata  | Gut Bothkamp (54° 12′ 12″ N, 10° 8′ 1″ O)  | Gut Bothkamp: Herrenhaus              | Das Herrenhaus wurde wahrscheinlich um 1700 erbaut. Das Haus hat zwei Geschosse und ein doppelfirstiges Walmdach. Die mittleren drei Achsen der Fassade sind als Risalit ausgebildet. Alteintragung (Aktualisierung vorgesehen) - Begründung: Alteintragung (Aktualisierung vorgesehen) - Schutzumfang: Alteintragung (Aktualisierung vorgesehen) - Denkmaltyp: Bauliche Anlage                                                                                           | Fotos hochladen |
| 599 Wikidata  | Gut Bothkamp (54° 12′ 12″ N, 10° 8′ 2″ O)  | Gut Bothkamp: Kleines Torhaus         | Alteintragung (Aktualisierung vorgesehen) - Begründung: Alteintragung (Aktualisierung vorgesehen) - Schutzumfang: Alteintragung (Aktualisierung vorgesehen) - Denkmaltyp: Bauliche Anlage | BW              |
| 600 Wikidata  | Gut Bothkamp (54° 12′ 9″ N, 10° 8′ 1″ O)   | Gut Bothkamp: Großes Torhaus          | Das Große Torhaus auch „Hamburger Tor“ wurde im Jahre 1710 erbaut. Der Mittelbau hat zwei Geschosse und vier Achsen. Die mittleren Achsen sind Teil eines Zwerchhauses. An der Seite befinden sich zwei quadratische Türme. An den Türmen befindet sich das Wappen der Erbauer. Alteintragung (Aktualisierung vorgesehen) - Begründung: Alteintragung (Aktualisierung vorgesehen) - Schutzumfang: Alteintragung (Aktualisierung vorgesehen) - Denkmaltyp: Bauliche Anlage | Fotos hochladen |
| 601 Wikidata  | Gut Bothkamp (54° 12′ 13″ N, 10° 8′ 2″ O)  | Gut Bothkamp: Wirtschaftshof          | Alteintragung (Aktualisierung vorgesehen) - Begründung: Alteintragung (Aktualisierung vorgesehen) - Schutzumfang: Alteintragung (Aktualisierung vorgesehen) - Denkmaltyp: Bauliche Anlage | BW              |
| 4997 Wikidata | Gut Bothkamp (54° 12′ 13″ N, 10° 7′ 58″ O) | Gut Bothkamp: nördliches Kavalierhaus | Alteintragung (Aktualisierung vorgesehen) - Begründung: Alteintragung (Aktualisierung vorgesehen) - Schutzumfang: Alteintragung (Aktualisierung vorgesehen) - Denkmaltyp: Bauliche Anlage | BW              |
| 4998 Wikidata | Gut Bothkamp (54° 12′ 12″ N, 10° 7′ 58″ O) | Gut Bothkamp: südliches Kavalierhaus  | Alteintragung (Aktualisierung vorgesehen) - Begründung: Alteintragung (Aktualisierung vorgesehen) - Schutzumfang: Alteintragung (Aktualisierung vorgesehen) - Denkmaltyp: Bauliche Anlage | BW              |
| 5016 Wikidata | Kronshörn 1 (54° 9′ 35″ N, 10° 8′ 33″ O)   | Alte Schule                           | Alte Schule; 1824; ehem. Schule des Gutes Bothkamp, eingeschossiger traufständiger Backsteinbau auf Granitquadersockel mit reetgedecktem Halbwalmdach und verziertem, außermittigem Zwerchgiebel, seitlich kleiner Anbau (um 1900) - Begründung: geschichtlich, Kulturlandschaft prägend - Schutzumfang: gesamtes Objekt - Denkmaltyp: Bauliche Anlage | BW              |

## Gründenkmale
| Objekt-ID    | Lage                                     | Offizielle Bezeichnung      | Beschreibung | Bild |
| ------------ | ---------------------------------------- | --------------------------- | --- | ---- |
| 602 Wikidata | Gut Bothkamp (54° 12′ 7″ N, 10° 8′ 1″ O) | Gut Bothkamp: Zufahrtsallee | Alteintragung (Aktualisierung vorgesehen) - Begründung: geschichtlich, Kulturlandschaft prägend - Schutzumfang: Alteintragung (Aktualisierung vorgesehen) - Denkmaltyp: Bauliche Anlage | BW   |

## Quelle
- Liste der Kulturdenkmale in Schleswig-Holstein – Kreis Plön (PDF)

- Karte mit allen Koordinaten:
- OSM |
- WikiMap